# Whitehorn Cove
Whitehorn Cove est une census-designated place du comté de Wagoner, dans l'État d'Oklahoma, aux États-Unis. En 2020, elle compte une population de 1 201 habitants.